# 보드카
보드카(러시아어: водка, 폴란드어: wódka, 문화어: 워드까)는 동유럽 원산의 증류주이다. 러시아어로 물을 뜻하는 낱말 'вода 보다[*]'에서 유래되었다.

## 역사
폴란드의 더 강한 알코올의 첫 번째 증류는 향수 생산으로 여겨진다.  이 작품은 1364년 카시미르 대왕의 초청으로 온 유럽의 군주와 고위 인사들의 회의에서 "U Wierzynka"로 발표되었다.  보드카에 관한 최초의 기록은 1404년에 발견되었다. 폴란드 보드카 박물관에서 알 수 있듯이, 역사적 보고서에 따르면 동쪽으로 여행하는 폴란드 상인들은 보드카를 다른 상품과 교환했다.  이는 폴란드가 처음으로 보드카를 상업적인 양으로 보유했다는 것을 의미한다.  스피릿은 1386년 제노바 대사들이 가져온 와인 농축액으로 처음으로 러시아에 도착했다.  최초의 아쿠아 바이태("생명수")를 드미트리 돈스코이 대공에게 선물했다.  포도 머스트를 증류하여 얻은 액체는 와인의 농축물이자 "정신"(라틴어로 Spiritus vini)으로 간주되었으므로 많은 유럽 언어에서 이 물질의 이름이 사용되었다. (https://www.national-geographic.pl/traveler/artykul/kto-wynalazl-wodke-polacy-czy-rosjanie-historia-polskiej-wodki-od-wynalezienia-do-dzis) 전설에 따르면 1430년경 크렘린에 있는 추도프 수도원의 수도사 이시도르(Isidore)가 러시아 최초의 보드카 제조법을 준비했다. 보드카는 14~15세기부터 제조된 술로 제정 러시아 시대에는 제조법을 비밀로 부쳤으나, 1918년부터 제조기술이 유럽으로 전파되면서 알려졌다. 보드카는 특이하게도 초기에는 약품의 목적으로 사용되었다.
보드카의 역사는 '보드카'라는 단어 자체의 기원(즉 어원)의 역사, 그리고 현대적인 주류로서의 보드카를 제조하는 기술의 역사를 따라간다.
용어이자 상업적인 명칭으로서 '보드카'가 현재의 의미를 가지게 된 것은 19세기의 일이다.

### 이름의 기원
폴란드에서는 보드카가 물(woda)에서 기원한다. '보드카'라는 단어가 일상적으로 통용되기 전까지, 해당 음료를 부르는 이름으로는 '호밀 와인(вино 비노[*])', '독한 와인', '훈연 와인', '녹색 와인' 등이 있었다. 그러나 '보드카'라는 단어가 공식적인 문서에 등장한 이후, 보드카는 상인들의 기록부나 국가의 법령 등에서 도수상으로 '독한, 순수한, 식사용 와인', '펜닉(러시아어: пенник)', '폴루가르(러시아어: полугар)'에 해당하는 것으로 명명되었다.
폴란드어에서 1405년과 1437년 'wodko, vodka'라는 용어의 사용이 산도미에슈 지방(폴란드어: Województwo Sandomierskie)의 법령에 '작은 물'이라는 의미로 기록된 바 있으며, 1534년에는 'wodki'라는 단어가 '증류한 의약품'이라는 의미로 기록된 바 있다. 폴란드어 단어 'wódka'의 초기 의미는 '작은 물'이며, 해당 단어는 현대 러시아어의 'водка', 그리고 고대 러시아어와 여타 슬라브어의 'водичка'와 유사하다.
역사학자인 В. В. 포흘료프킨(Похлёбкин, Вильям Васильевич)은 폴란드어 'wódka'가 러시아어에서 나온 것이라고 주장한다. 러시아어에서 водка라는 명칭은 1533년 풀로 만든 의약품 알코올 음료를 가르키는 것으로 이용된 바 있고, 알코올 음료의 의미로 17세기에 바뀌었으며, 17세기 후반 외국인이 러시아 보드카(이 시점까지는 '러시아 와인')을 표기하는 용도로 이용되었으며, 18세기에는 공식 서류에 기록되었다는 것이다.
'보드카'라는 단어를 언급하고 있는 가장 오래된 러시아 문서 중 하나는 이반 5세와 표토르 1세의 1684년 8월 14일(율리우스력 4일) '해외로부터의 와인 및 보드카 반입 시 예피목으로, 설탕의 반입 시 돈으로 징수하는 것에 관해 이전 칙령에 의거한 칙령'이다.
또한 18세기에는 보드카라는 명칭은 통상적으로 풀, 열매, 과일 등으로 맛, 향이나 색을 첨가한 술로 이해되는 것이 일반적이었다. 동시기에 무색의 '깨끗한' 보드카는 계속 와인이라고 불렸다.
현대의 '보드카'라는 용어의 의미, 즉 정제된 에탄올을 물에 희석시킨 술이라는 뜻은 19세기에 고착되었다.

#### 원조 국가 논쟁
많은 사람들은 보통 보드카의 원조 국가가 러시아로 알고 있지만, 폴란드라고 알려지기도 해서 불확실하다. 이는 폴란드에 러시아의 보드카 상표보다 오래된 폴란드의 보드카 상표가 존재한다고 하며, 폴란드의 보드카에 대한 기록이 1405년으로 러시아보다 앞서 기록된 법원 기록(Akta Grodzkie)이 존재하기 때문이다. 다만 1982년 국제조정재판소에서는 보드카를 러시아에서 유래한 것으로 보고 있다.

### 제조의 시작

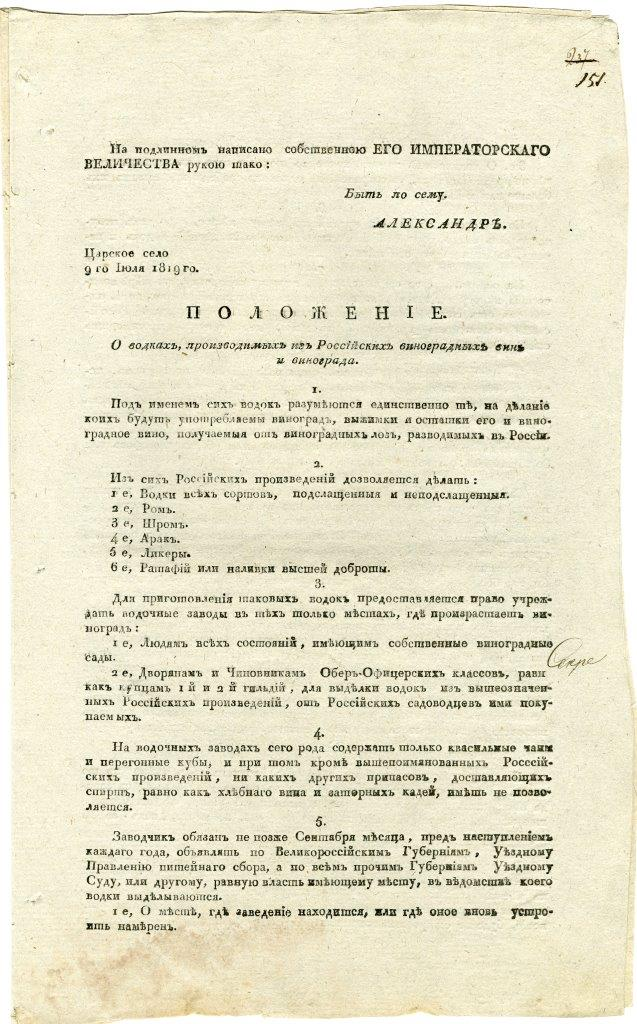
Положение о водках, производимых из российских виноградных вин и винограда. Царское село, 9 июля 1819 г.

가장 먼저 증류 기술이 출현한 곳은 1세기로, 알렉산드리아(이집트)의 그리스 연금술사들의 작업에서 언급된다.
폴란드에서는 주정 증류 기술이 전래되었는데, 아마도 신성 로마 제국으로부터 14세기에 전래되었을 것으로 추정된다.(야기에우워 대학교 도서관의 1368년 책에 상세하게 서술되어 있다). 증류된 주정으로 만든 음료는 폴란드에서 16세기에 널리 퍼졌고, 가장 확실한 첫 기록은 폴란드의 조세 문서에 기록된 단어 라트비아어: vini cremati(태운 와인)이다.
이반 가브릴로비치 프리조프(1827~1885)의 의견에 의하면, (여타 증류주 음료처럼 이해할 때) 보드카는 13세기부터 유럽에서, 1398년부터 러시아 남부에서 의약품으로 알려져 있었고, 19세기에 음료(호밀 와인, «хлебное вино», aqua vitae)가 되었으며, 동시기 러시아인에게도 알려졌고 전파되었다. 프리조프는 이반 4세가 카잔 출정 이후 모스크바에서의 보드카 판매를 금했다고 주장한다. 19세기 초반 쓰여진 이오시프 볼로츠코프의 <주류에 관하여 수도자께 보내는 서한>에는 '뜨거운 와인'을 꿀, 꿀로 만든 크바스, 자가 맥주와 함께 언급하고 있다.
1740-1760년대까지 러시아에서 보드카는 보통 호밀로 만들었고, 19세기 중반까지 호밀은 보드카 제작 원료의 절반을 차지했으며, 이후 소맥밀과 감자의 인기에 자리를 내어주게 되었다.

## 만드는 방법
수수, 옥수수, 감자, 밀, 호밀 등 탄수화물 함량이 높은 식물의 거의 대부분이 보드카의 원료로 쓰일 수 있으며 포도와 같이 당분 함량이 높은 과일로도 보드카를 제조할 수 있다. 밀, 호밀, 포도로부터 주조한 보드카가 다른 보드카에 비해 맛이 좋은 것으로 평가되고 있다. 원료를 발효한 원액을 증류하여 얻어진 에탄올 95-96%의 고순도 농축액에 물을 타서 에탄올 농도 40% 전후로 맞추어 판매한다. 맛의 다양성을 위해 여러 종류의 향신료나 약초 등 천연 첨가물을 추가하기도 한다.

## 국가
과거 러시아 제국의 영토였거나 영향 아래에 있었던 폴란드부터 현재의 러시아까지를 잇는 일명 '보드카 벨트'에 속하는 나라들이 보드카의 원산지이다. 이는 발트 해 주변에 위치하는 스웨덴, 노르웨이, 핀란드, 발트 3국을 비롯 소비에트 연방에서 독립한 우크라이나와 벨라루스도 포함한다. 오늘날에는 미국, 프랑스, 캐나다, 이탈리아, 독일, 몽골에서도 다량 생산되고 있다. 1975년을 기점으로 미국의 보드카 소비량이 위스키 소비량을 웃돌면서 명실상부한 세계에서 가장 사랑받는 증류주로 자리매김했다.

## 각국의 보드카 상표
- 아이슬란드: Reyka
- 영국: Three Olives Vodka
- 독일: Panzer
- 미국: Smirnoff
- 스웨덴: Absolut Vodka, Svedka
- 이탈리아: SKYY Vodka
- 캐나다: Iceberg Vodka
- 폴란드: Wódka Wyborowa, Belvedere
- 프랑스: Grey Goose, Cîroc
- 핀란드: Finlandia
- 덴마크: Danzka
- 러시아: Stolichnaya, Five lakes specials, Russian Standard, russian ice, Beluga, Pyat Ozer
- 몽골: Arkhi, Bolor, Chinggis, Mongolian Standard

## 같이 보기
- 증류주
- 술